# Ганґ
Га́нґ (нім. Hang) — перкусійний інструмент, що складається з двох з'єднаних металевих напівсфер.

## Історія виникнення
Інструмент був створений у 2000 році Феліксом Ронером (Felix Rohner) та Сабіною Шерер (Sabina Schärer) (компанія PANArt) з швейцарського міста Берн у результаті тривалого дослідження сталевого карибського барабана та багатьох інших резонуючих перкусійних інструментів з усього світу: гонгу, традиційного індонезійського оркестру  — гамелану, гатаму, барабанів, дзвіночків та музичної пили.
Назва Hang обумовлено грою слів створивших його майстрів, але офіційно вважається, що воно пов'язане зі словом «рука» на бернському діалекті німецької мови. Назва музичного інструменту є зареєстрованою торговою маркою.

## Опис
Ця перкусія складається з двох з'єднаних між собою металевих напівсфер: сторони DING та сторони GU.
На стороні DING розташовані 7-8 тональних областей, що утворюють «тональне коло». Воно оточує центральний купол, названий DING (схожий на гонг). На стороні GU знаходиться резонаторний отвір розміром 8-12 см. На цьому отворі можна грати як на уду або використовувати його для модуляції звуку DING. Існує безліч варіантів видобування звуку з ганґа: кінчиками пальців, великими пальцями, підставою кисті. Зазвичай музикант тримає Ганґ на колінах.

## Придбання
Замовити або купити оригінальний «Ганґ» у музичному магазині практично неможливо. Інструмент ніколи не вироблявся масово, станом на 2012 рік його вартість становить 2400 CHF, а процес придбання був досить непростий, через необхідність писати паперові листи творцям і особисто забирати свій музичний інструмент. З 2014 року ідіофони Hang™ більше не виробляються. Замість нього PANArt пропонує схожий, але інший за конструкцією перкусійний інструмент під назвою Gubal — з додатковим сегментом у резонаторі чаші, який прийняв цільну форму, і з переміщеним на звукову поверхню отвору GU.
Наприкінці 2014 року в світі нараховується близько 80 виробників аналогічних музичних інструментів. Лише невелика частка яких може запропонувати якісне звучання своїх інструментів, та й офіційну ліцензію PANArt на виготовлення мають одиниці. На початку 2016 року подібні мелодійні перкусії від майстрів СНД, в залежності від якості, купуються в середньому діапазоні 10-60 тисяч гривень.

## Музичні приклади
|  |  |  |  |

## Ганґ у кінофільмах
«Життя Адель» — фільм французького режисера Абделатіфа Кешиша, володаря «Золотої пальмової гілки». У фільмі звучать композиції Деніела Уейплса.